# Steadicam

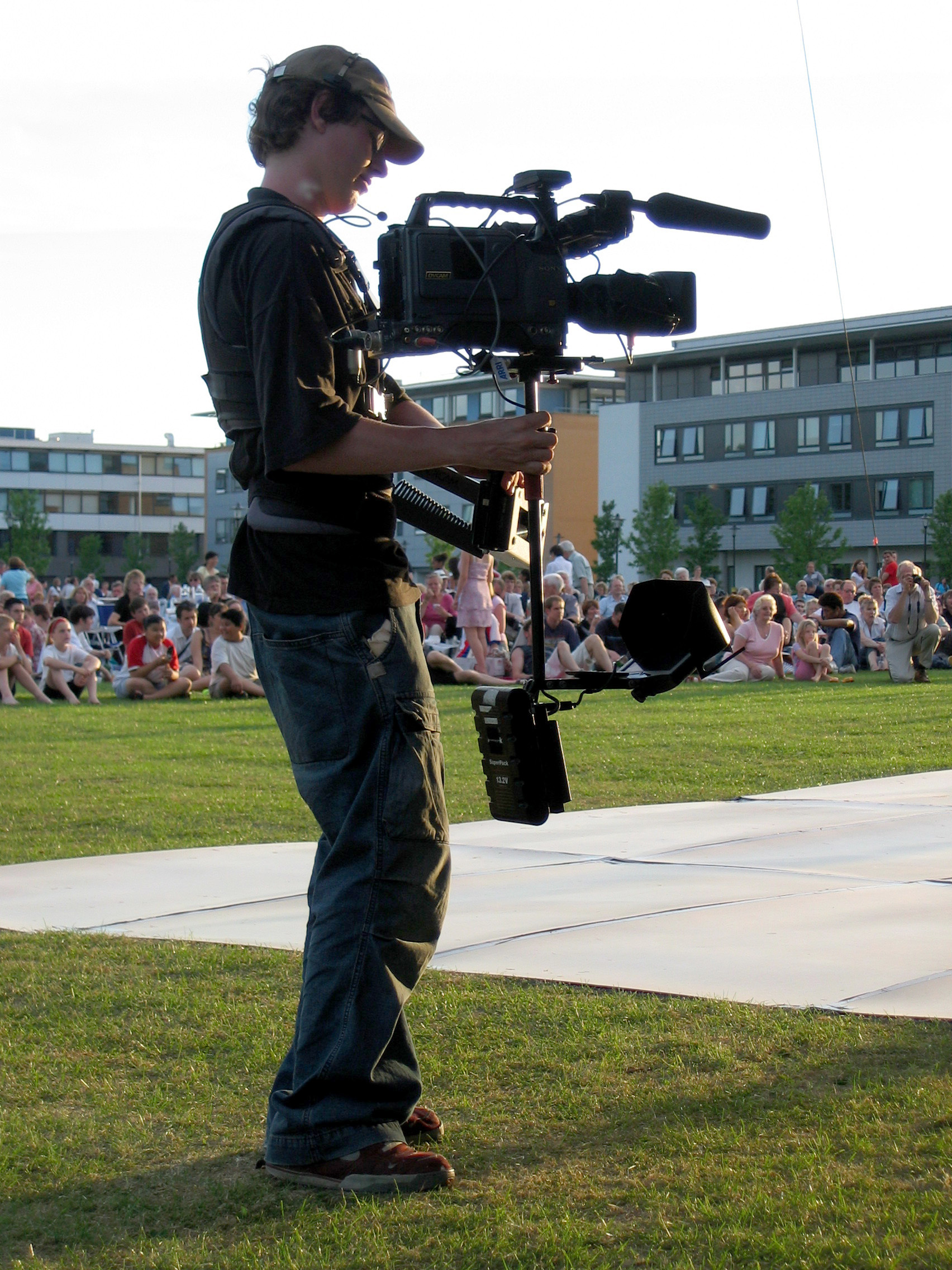
Steadicam e operador

O Steadicam, também chamado de estabilizador de câmera em português, é um equipamento criado por Garrett Brown em 1974. Consiste de um sistema em que a câmera é acoplada ao corpo do operador por meio de um colete no qual é instalado um braço dotado de molas, e serve para estabilizar as imagens produzidas, dando a impressão de que a câmara flutua. Os principais acessórios que garantem a estabilidade suave são o braço isoelástico, que liga o colete ao poste, onde ficam a câmara, bateria e monitor; e o "Triax Gimbal", um sistema de rolamentos que gira livremente e suavemente tanto para os lados, como para cima e para baixo. Ele utiliza um sistema que atua equilibrando a câmera nos três eixos X, Y e Z. O "Triax Gimbal" por si só já garante a estabilização da câmera, mas juntamente com o braço isoelástico, garante a perfeição do sistema de estabilização. O Steadicam tem como função básica isolar os movimentos do operador, de modo que esse movimento não seja transferido para a câmera, causando as inconvenientes tremidas. Em equipamentos de baixo custo, apenas o estabilizador com Gimbal é usado, sem braço e colete.
Embora Rocky, seja considerado um dos primeiros filmes a utilizar esta técnica de filmagem, o primeiro filme em que foi usado o Steadicam foi Caminho da Glória em 1976, com posterior destaque para "O Iluminado" (The Shining) em 1980 por Stanley Kubrick onde a câmera foi posicionada na parte inferior da estrutura (Low mode) para obter planos ainda mais fascinantes.